# Eschweilera decolorans
Eschweilera decolorans là một loài thực vật có hoa trong họ Lecythidaceae. Loài này được Sandwith mô tả khoa học đầu tiên năm 1932.